# Jan Hellbom
Jan Olof Hellbom, född 7 oktober 1956 i Essinge församling i Stockholm, är en svensk filmare.
Jan Hellbom föddes in i filmens värld och växte upp på inspelningsplatserna till Saltkråkan, Pippi Långstrump och Emil i Lönneberga. Han är son till regissören Olle Hellbom och vittnespsykologen Birgit Hellbom, ogift Nyman, samt bror till Tove Hellbom och dotterson till professor Alf Nyman. Han driver ett eget produktionsbolag vid namn Hellbom Film AB.
Han gifte sig 1981 med Maj Östlin (född 1956), med vilken han har en dotter (född 1981) och en son (född 1988).

## Filmografi i urval
- 1973 – Emil och griseknoen (b-ljud)
- 1973 – Om 7 flickor (passare)
- 1979 – Du är inte klok, Madicken (produktionsassistent)
- 1980 – Mannen som blev miljonär (produktionsassistent)
- 1981 – Sopor (inspelningsledare)
- 1981 – Höjdhoppar'n (inspelningsledare)
- 1981 – Operation Leo (inspelningsledare)
- 1981 – Rasmus på luffen (inspelningsledare)
- 1983 – G – som i gemenskap (produktionsledare)
- 1984 – Annika – en kärlekshistoria (produktionsledare)
- 1986 – Moa (inspelningsledare)
- 1986 – I lagens namn (inspelningsledare)
- 1989 – Lindas längtan (regi)
- 2002 – Ollebom (regi och manus)
- 2003 – Flugan comédie absurde (regi)
- 2014 – Vittne till samtid (foto)